# Leptopsalis weberii
Espèce
Synonymes
- Stylocellus weberii Hansen & Sørensen, 1904

Leptopsalis weberii est une espèce d'opilions cyphophthalmes de la famille des Stylocellidae.

## Distribution
Cette espèce est endémique de Sumatra en Indonésie. Elle se rencontre vers le lac Maninjau.

## Description
Le mâle holotype mesure 4,6 mm.

## Systématique et taxinomie
Cette espèce a été décrite sous le protonyme Stylocellus weberii par Hansen et Sørensen en 1904. Elle est placée dans le genre Leptopsalis par Clouse et Giribet en 2012.

## Étymologie
Cette espèce est nommée en l'honneur de Max Carl Wilhelm Weber.

## Publication originale
- Hansen & Sørensen, 1904 : On Two Orders of Arachnida : Opiliones, Especially the Suborder Cyphophthalmi, and Riniculei, Namely the Family Cryptostemmatoidea. Cambridge University Press, Cambridge, p. 1–174 , (texte intégral).